# Legoland Holiday Village
Legoland Holiday Village er et motel og campingplads med hytter, der ligger ved Legoland i Billund. De faste overnatningsmuligheder har forskellige temaer, idet motellets værelser har pirater som tema, mens man på campingpladsen kan bo i Lego Ninjago-hytter, Wild west-hytter, Wilderness tønder (tøndeformede hytter) eller indianertelte. Desuden er det muligt at overnatte i medbragt telt eller campingvogn.
Motellet blev etableret i 1994 af Fonden for Billund Vandrerhjem og blev i en årrække drevet under navnet Legoland Village. Det blev drevet i tæt samarbejde med campingpladsen FDM Camping Billund, der blev etableret i 1992. Driften af de to virksomheder blev sammen med medarbejderne overtaget af Legoland Billund 1. januar 2013 og er efterfølgende blevet drevet under det fælles navn Legoland Holiday Village. Efter overtagelsen blev der gennemført en renovering, og der kom nye hytter til med Lego og Legoland som tema.